# Prunus discolor
Prunus discolor — вид квіткових рослин з родини трояндових (Rosaceae). Ареал охоплює такі країни: Греція (Східно-Егейські острови), Ліван, Сирія, Туреччина (азійська).

## Середовище
Це кущ, який зустрічається на чагарниках, де переважають дуби, та на кам'янистих схилах пагорбів, зазвичай на вапнякових ґрунтах. Його легко відрізнити від усіх інших видів Prunus за листям, яке густо сріблясто-біло повстяне з абаксіального (нижнього) боку та темно-зелене та голе з адаксіального (верхнього) боку.

## Використання
Це первинний генетичний родич мигдалю та вторинний генетичний родич персика. 